# Au tableau !!!
Au tableau !!!, également appelée Présidentielle : Candidats au tableau !,, est une émission politique française de télévision créée par Caroline Delage et produite par Mélissa Theuriau, diffusée sur C8 depuis le 19 mars 2017 .
Dans la première version, des personnalités politiques, candidates à l'élection présidentielle de 2017, répondent pendant 30 min aux questions d'une classe d'enfants de 8 à 12 ans,. À partir de novembre 2017, outre des hommes et femmes politiques, des personnalités du monde du spectacle sont également invitées dans l'émission,,.

## Diffusion
C8 diffuse le premier numéro le 19 mars 2017 en prime-time avec comme invités quatre des candidats en tête des sondages pour l'élection présidentielle à venir, à savoir Emmanuel Macron, Jean-Luc Mélenchon, François Fillon et Benoît Hamon (Marine Le Pen a décliné l'invitation de la production) ; l'émission enregistre près de 1,3 million de téléspectateurs, soit 5,4 % de l'audimat.
À l'occasion de l'investiture du nouveau président de la République, le 14 mai 2017, la chaîne diffuse à 20 h 15 une version longue du portrait d'Emmanuel Macron dans Au tableau !!!, en y incluant des séquences inédites, ; ce numéro spécial a attiré en moyenne plus de 500 000 téléspectateurs, soit 2,1 % de part d'audience, avec une pointe à 1,1 million en fin de programme.
Le 5 novembre 2017, de nouveau à 21 h, C8 diffuse un troisième numéro avec le Premier ministre Édouard Philippe, la maire de Paris Anne Hidalgo, mais également l'acteur, humoriste et personnalité préférée des Français Omar Sy,, ; celui-ci est suivi par plus de 650 000 téléspectateurs, soit 2,7 % de part de marché
Le 1er mars 2022, le site Puremédias annonce le retour de l'émission, désormais diffusée sur Canal+, pour le 22 mars 2022 à l'occasion des élections présidentielles de 2022.

## Audiences
| C8          | C8               | C8        | C8    | C8                | C8                   | C8 | C8              | C8    | C8     |
| Émission n° | Diffusion        | Diffusion | Parti | Parti             | Invité(e)            | Fonction / Métier                                                                                             | Téléspectateurs | PDM   | Réf.   |
| Émission n° | Date             | Heure     | Parti | Parti             | Invité(e)            | Fonction / Métier                                                                                             | Téléspectateurs | PDM   | Réf.   |
| ----------- | ---------------- | --------- | ----- | ----------------- | -------------------- | --- | --------------- | ----- | ------ |
| 1           | 19 mars 2017     | 21 h      |       | EM                | Emmanuel Macron      | Ancien ministre et candidat à l'élection présidentielle de 2017                                               | 1 297 000       | 5,4 % | [ 10 ] |
| 1           | 19 mars 2017     | 21 h      |       | FI                | Jean-Luc Mélenchon   | Député européen et candidat à l'élection présidentielle de 2017                                               | 1 297 000       | 5,4 % | [ 10 ] |
| 1           | 19 mars 2017     | 21 h      |       | LR                | François Fillon      | Ancien Premier ministre et candidat à l'élection présidentielle de 2017                                       | 1 297 000       | 5,4 % | [ 10 ] |
| 1           | 19 mars 2017     | 21 h      |       | PS                | Benoît Hamon         | Ancien ministre et candidat à l'élection présidentielle de 2017                                               | 1 297 000       | 5,4 % | [ 10 ] |
| 2           | 14 mai 2017      | 20 h 15   |       | EM                | Emmanuel Macron      | Président de la République (candidat à l'élection présidentielle de 2017 au moment du tournage de l'émission) | 503 000         | 2,1 % | [ 13 ] |
| 3           | 5 novembre 2017  | 21 h      |       |                   |                      | |                 |       |        |
| 3           | 5 novembre 2017  | 21 h      |       | LR                | Édouard Philippe     | Premier ministre                                                                                              | 651 000         | 2,7 % | [ 14 ] |
| 3           | 5 novembre 2017  | 21 h      |       | PS                | Anne Hidalgo         | Maire de Paris                                                                                                | 651 000         | 2,7 % | [ 14 ] |
| 3           | 5 novembre 2017  | 21 h      | -     | -                 | Omar Sy              | Acteur et humoriste                                                                                           | 651 000         | 2,7 % | [ 14 ] |
| 4           | 7 février 2018   | 21 h      |       | Divers écologiste | Nicolas Hulot        | Ministre de la Transition écologique et solidaire                                                             | 564 000         | 2,7 % | [ 16 ] |
| 4           | 7 février 2018   | 21 h      |       | PS                | Manuel Valls         | Ancien Premier ministre et député                                                                             | 564 000         | 2,7 % | [ 16 ] |
| 4           | 7 février 2018   | 21 h      | -     | -                 | Jamel Debbouze       | Acteur et humoriste                                                                                           | 564 000         | 2,7 % | [ 16 ] |
| 5           | 1er avril 2018   | 21 h      |       | PRG / Walwari     | Christiane Taubira   | Ancienne ministre de la Justice                                                                               | 316 000         | 1,5 % | [ 17 ] |
| 5           | 1er avril 2018   | 21 h      | -     | -                 | Xavier Niel          | Chef d'entreprise                                                                                             | 316 000         | 1,5 % | [ 17 ] |
| 5           | 1er avril 2018   | 21 h      |       | LREM              | Marlène Schiappa     | Secrétaire d'État chargée de l'Égalité entre les femmes et les hommes                                         | 316 000         | 1,5 % | [ 17 ] |
| 5           | 1er avril 2018   | 21 h      | -     | -                 | Teddy Riner          | Judoka | 316 000         | 1,5 % | [ 17 ] |
| 6           | 13 juin 2018     | 21 h      |       | PS                | François Hollande    | Ancien Président de la République                                                                             | 483 000         | 2,3 % | [ 18 ] |
| 6           | 13 juin 2018     | 21 h      | -     | -                 | Kev Adams            | Acteur et humoriste                                                                                           | 483 000         | 2,3 % | [ 18 ] |
| 6           | 13 juin 2018     | 21 h      | -     | -                 | Kylian Mbappé        | Footballeur                                                                                                   | 483 000         | 2,3 % | [ 18 ] |
| 7           | 17 novembre 2018 | 21 h      | -     | -                 | Bernard Tapie        | Homme d'affaires et homme politique                                                                           | 319 000         | 1,5 % | [ 19 ] |
| 7           | 17 novembre 2018 | 21 h      |       | LREM              | Jean-Michel Blanquer | Ministre de l'Éducation nationale et de la Jeunesse                                                           | 319 000         | 1,5 % | [ 19 ] |
| 7           | 17 novembre 2018 | 21 h      | -     | -                 | Malik Bentalha       | Acteur et humoriste                                                                                           | 319 000         | 1,5 % | [ 19 ] |
| 8           | 20 février 2019  | 21 h      | -     | -                 | Kad Merad            | Acteur | 345 000         | 1,8 % | [ 20 ] |
| 8           | 20 février 2019  | 21 h      |       | LREM              | Christophe Castaner  | Ministre de l'Intérieur                                                                                       | 345 000         | 1,8 % | [ 20 ] |
| 8           | 20 février 2019  | 21 h      |       | LR                | Christian Estrosi    | Maire de Nice                                                                                                 | 345 000         | 1,8 % | [ 20 ] |
| 9           | 2 juillet 2019   | 21 h      | -     | -                 | Anne Sinclair        | Journaliste                                                                                                   | 274 000         | 1,4%  | [ 21 ] |
| 9           | 2 juillet 2019   | 21 h      | -     | -                 | Gad Elmaleh          | Acteur et humoriste                                                                                           | 274 000         | 1,4%  | [ 21 ] |
| 9           | 2 juillet 2019   | 21 h      | -     | -                 | Tony Parker          | Basketteur | 274 000         | 1,4%  | [ 21 ] |
| 10          | 22 mars 2022     | 21 h      |       | LR                | Valérie Pécresse     | Candidate à l'élection présidentielle de 2022                                                                 | 329 000         | 1,6%  | [ 22 ] |
| 10          | 22 mars 2022     | 21 h      |       | PCF               | Fabien Roussel       | Candidat à l'élection présidentielle de 2022                                                                  | 329 000         | 1,6%  | [ 22 ] |
| 10          | 22 mars 2022     | 21 h      |       | REC               | Eric Zemmour         | Candidat à l'élection présidentielle de 2022                                                                  | 329 000         | 1,6%  | [ 22 ] |
| 10          | 22 mars 2022     | 21 h      |       | EELV              | Yannick Jadot        | Candidat à l'élection présidentielle de 2022                                                                  | 329 000         | 1,6%  | [ 22 ] |

Légende :
- Les plus hauts chiffres d'audience
- Les plus bas chiffres d'audience

## Versions étrangères
Le format de télévision entièrement créé en France[Passage contradictoire (créé en France en 2017 mais déjà adapté en Belgique en 2016 ?)] a été exporté dans cinq pays dans le monde.
| Pays                | Nom de l'émission  | Chaîne | Première diffusion | Dernière diffusion |
| ------------------- | ------------------ | ------ | ------------------ | ------------------ |
| Italie              | Alla lavagna !!!   | Rai 3  | 12 novembre 2018   | 9 février 2019     |
| Belgique (Français) | Au tableau !!!     | RTBF   | 8 mars 2016        | 15 avril 2016      |
| Liban               | !!! دق الجرس       | MTV    | 25 février 2018    | 30 avril 2018      |
| Nouvelle-Zélande    | Face the Classroom | TVNZ   | 18 septembre 2017  | 19 septembre 2017  |
| Pologne             | Klasa              | TVN24  | 6 octobre 2018     | 6 octobre 2018     |
| Pologne             | Nasza klasa        | TV4    | 3 septembre 2019   | 2020               |